# Loppiano

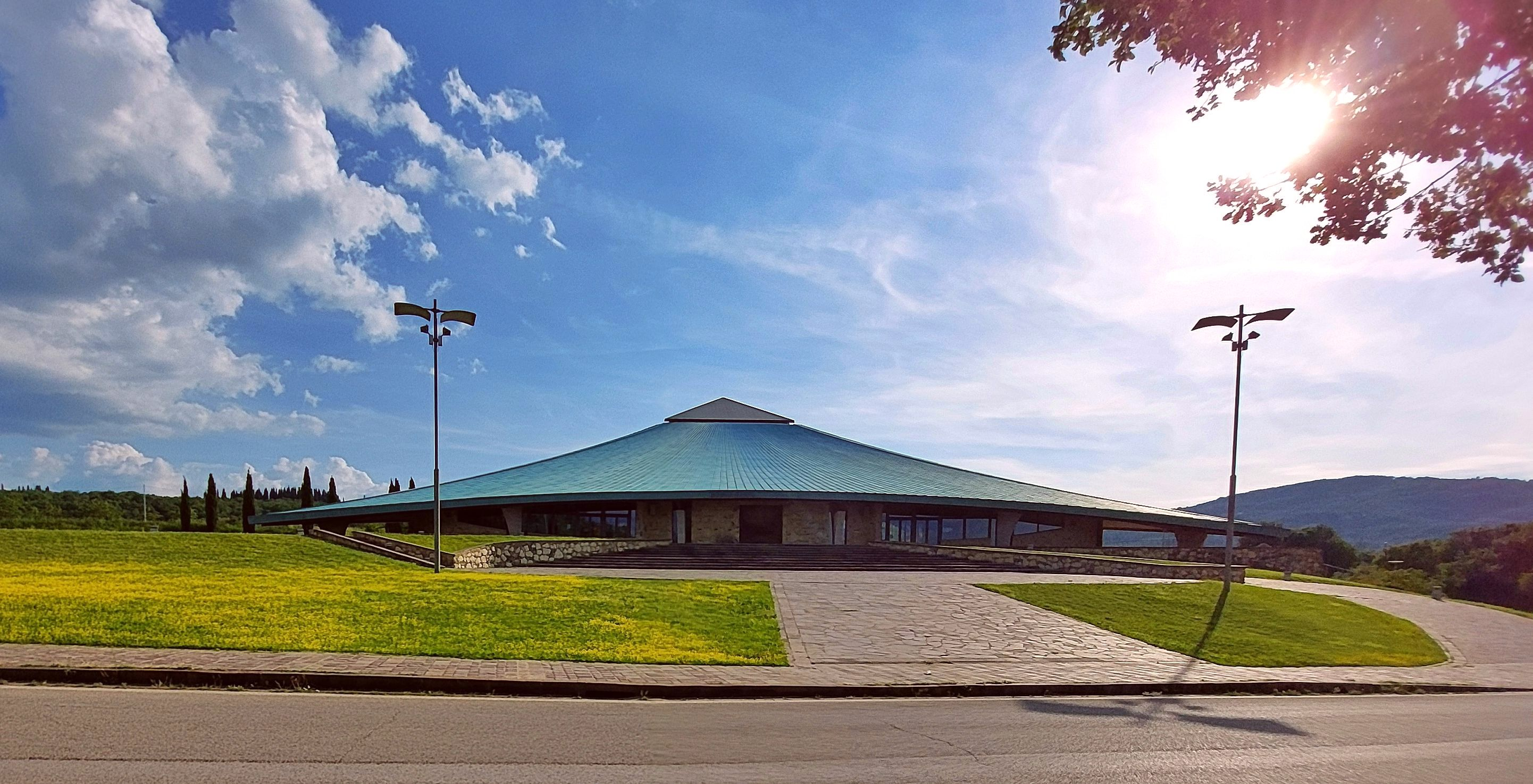
Santuario di Maria Theotokos

Loppiano è la cittadella permanente del Movimento dei focolari (per esteso Mariapoli di Loppiano) situata nel comune di Figline e Incisa Valdarno, nella Valle dell'Arno in Toscana, in particolare nelle località San Vito, Montelfi, Campogiallo e Tracolle, e nella frazione Burchio di Incisa.

## Storica
Loppiano è prima di tutto il nome della località dove Chiara Lubich, a partire dal 1964, su alcuni terreni donati da Vincenzo Folonari, ha avviato la costruzione di una cittadella internazionale di formazione e di testimonianza, con l'intento che tale esperienza sociale possa tradurre in vita gli ideali del Movimento da lei fondato in precedenza, ispirato al Vangelo.
Lungo gli anni è cresciuto il numero di quanti hanno concorso al suo sviluppo trascorrendo nella cittadella periodi di tempo diversi. Nella fase attuale vi abitano stabilmente 200 persone, alle quali se ne aggiungono circa altre 400 per periodi temporanei. Le nazionalità dei residenti sono le più varie (è possibile enumerare circa 70 Paesi). 

## Società
La diversità di lingue, culture, provenienze e percorsi di vita si manifesta in molte espressioni, tra cui i numerosi laboratori artistici che hanno trovato casa nella cittadella; tra questi, anche i gruppi musicali e artistici multiculturali Gen Rosso e Gen Verde.
Un certo numero di abitanti di Loppiano lavora prevalentemente all'interno di aziende di vari ambiti sorte negli anni, e che vanno dall'agro-alimentare (vino, olio di oliva, miele) all'artigianato (legno, stoffa, arredamento), all'arte. 
Nel 2004 è stato eretto nella cittadella il Santuario intitolato a Maria Theotokos (dal greco: Madre di Dio).
Dall'inizio del 2007 è in funzione un centro congressuale, adiacente al Santuario: l'Auditorium di Loppiano costituisce oggi un attrezzato polo di accoglienza con sale per congressi, eventi musicali e multimediali. 
A Loppiano ha sede anche l'Istituto Universitario Sophia, fondato da Chiara Lubich ed eretto con decreto della Santa Sede nel 2007. L'Istituto offre corsi di Laurea specialistica/Licenza e di Dottorato in Cultura dell'Unità, con specializzazione in Economics and Management, in Scienze Politiche e in Ontologia Trinitaria.  
Nei pressi della cittadella sorge il Polo imprenditoriale Lionello Bonfanti, inaugurato nel 2006, attualmente sede di 20 aziende che operano secondo i principi di Economia di Comunione (EdC). Il Polo rappresenta il principale punto di raccordo e scambio di idee e progetti per le oltre 200 aziende che aderiscono in Italia all'EdC; nel mondo sono circa 700.
Carattere specifico della cittadella è la promozione di numerose iniziative - come il Meeting annuale del 1 Maggio (prima edizione nel 1973) - che compongono il suo calendario annuale, in modo particolare per giovani e famiglie, e l'accoglienza rivolta a gruppi e associazioni che operano a livello locale, nazionale e internazionale, per cooperare alla costruzione di reti di pace e di fraternità universale.
Nell'agosto 2006 ha ospitato gli oltre 4000 giovani partecipanti al RoverWay'06, raduno internazionale del movimento scout.
Iniizative di interesse per tanti sono i congressi e i seminari nell'ambito del dialogo inter-religioso e inter-culturale. Mettono a frutto la ricchezza di vita e di pensiero del carisma dell'unità anche le attività che si svolgono nella cittadella per quanti sono impegnati in politica, nella cittadinanza attiva e nel settore dell'informazione e della comunicazione.

## Altre informazioni
Renata Borlone, per anni co-responsabile di Loppiano, è stata dichiarata Serva di Dio ed è in corso il suo processo di beatificazione.
L'esperienza alla base della nascita di Loppiano è stata ripresa in altre nazioni e ad oggi sono numerose le cittadelle del Movimento che sono sorte in altri Paesi.
Il 10 maggio 2018 la comunità dei Focolarini di Loppiano ha ricevuto la visita di Papa Francesco.